# 普魯士的海因里希王子 (1747年—1767年)
普魯士的海因里希（德語：Heinrich von Preußen，1747年12月30日—1767年5月26日），普魯士國王腓特烈·威廉二世的弟弟。
海因里希於1767年因天花去世，年僅19歲。